# Atikamekw

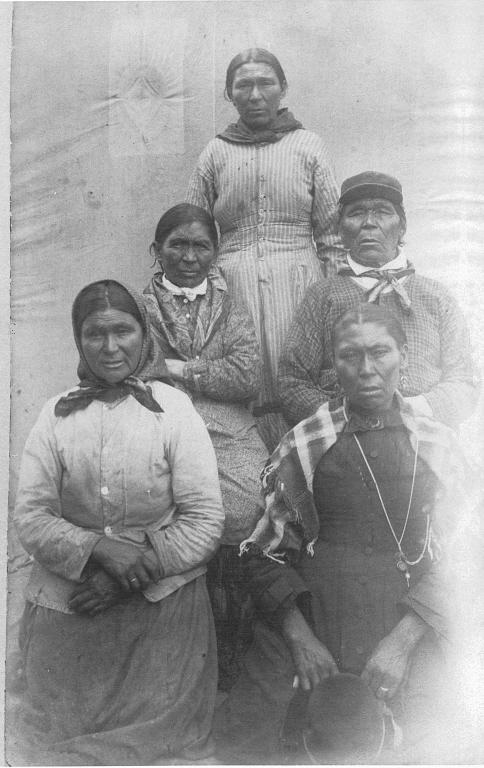
Foto de grup familiar. Manawan, ca. 1900

Els atikamekw són els habitants indígenes de l'àrea a la que es refereixen com Nitaskinan (la Nostra Terra), a la vall superior del riu Saint-Maurice del Quebec (a uns 300 quilòmetres al nord de Mont-real), al Canadà. La seua població actual ronda les 7000 persones. Una de les principals comunitats és Manawan, a uns 160 quilòmetres al nord-est de Mont-real. Compten amb una tradició agrícola així com de pesca, caça i recol·lecció. Tenen estrets llaços amb el poble Innu, els quals van ser els seus aliats històrics contra els inuit.
La llengua atikamekw, una varietat de la llengua creï dins de la família algic, segueix sent d'ús quotidià, per la qual cosa es troba entre les llengües indígenes menys amenaçades d'extinció. Una gran part de la seua terra natal va ser apropiada per les companyies fusteres i la seua antiga manera de vida està gairebé extingida. El seu nom, que literalment significa "peixos blancs", també s'escriu "Atihkamekw", "Attikamekw", "Attikamek" o "Atikamek". Els colons francesos es van referir a ells com Têtes-de-Boules, que significa "caps de pilotes" o "caps redons". Un petit nombre de famílies encara es guanya la vida fent cistelles tradicionals d'escorça de bedoll i canoes.

## Història
Els primers documents comencen a esmentar els atikamekw a principis del segle xvii, quan vivien al bosc boreal de l'Alta Mauricie. S'havien format entorn d'un grup de 500-600 persones. En aquests primers documents, els atikamekw eren citats com "Atikamegouékhi".
Per a la seua alimentació pescaven i caçaven, i complementaven la seua dieta amb productes agrícoles com el blat de moro i el xarop d'auró que aconseguien bullint la saba extreta dels arces. Les eines es feien de fusta i la roba amb pells d'animals, obtenint altres necessitats a través del comerç amb tribus d'àrees properes. A l'estiu, els atikamekw es reunien en llocs com Wemotaci. Després, a la tardor, recollien i es dispersaven pel bosc boreal per a l'hivern.
Quan els francesos van arribar a la regió, els atikamekw es van tornar cada vegada més dependents del comerç controlat externament, particularment el comerç de pells. Van ser considerats un poble pacífic, compartint la regió amb els innu a l'est, els creï al nord i els algonquins al sud, però van tenir conflictes amb els mohawks. A través dels seus aliats innu, els atikamekw van sofrir malalties devastadores que van ser portades pels europeus. Al voltant de 1670-1680, una epidèmia de verola va devastar la tribu. Els francesos van conduir als atikamekw a una guerra comercial entre els innu i els iroquesos. Els atikamekw que havien sobreviscut a la verola van ser massacrats pels iroquesos.
No obstant això, a principis del segle xviii, un grup anomenat Tête-de-Boule va reaparèixer a la regió. Encara que no hi ha certesa sobre l'origen d'aquest grup, podrien ser un reagrupament dels pocs supervivents que estiguueren associats amb altres tribus nòmades. No obstant això, no es considera que estiguen relacionats amb els antics atikamekw, malgrat que vivien a la mateixa zona i tenien el mateix nom.

## Població
| Comunitats | Nom oficial                                     | Població total | Residents | No residents |
| ---------- | ----------------------------------------------- | -------------- | --------- | ------------ |
| Manawan    | Atikamekw de Manawan                            | 2576           | 2197      | 379          |
| Obedjiwan  | Atikamekw d'Opitciwan                           | 2683           | 2225      | 458          |
| Wemotaci   | Consell Atikamekw de Wemotaci                   | 1730           | 1358      | 372          |
| Total      | Attikamekw Sipi - Consell de la Nació Atikamekw | 6989           | 5780      | 1209         |

## Cultura

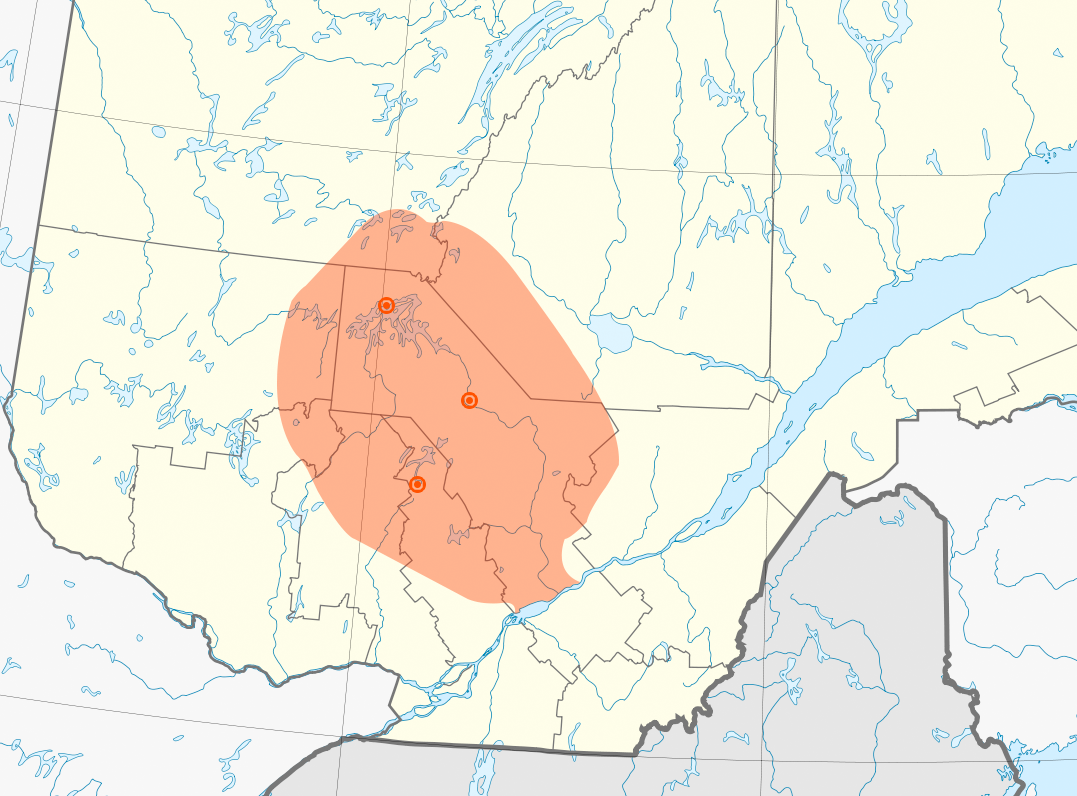
Distribució de la Nació Atikamekw.

Els atikamekw tenen la seua pròpia cultura, idioma i rituals tradicionals, tot i que van ser influenciats pels pobles veïns. D'aquest agrupament es van desenvolupar tres comunitats prominents, on cadascuna parlava la mateixa llengua, però amb dialectes únics. Els membres de la tribu parlen generalment la llengua atikamekw, si bé la majoria no l'escriu.
Els atikamekw vivien tradicionalment en cases en forma de cúpula, cobertes amb una cortesa coneguda com a "piskokan". El terra estava cobert de branques d'avet i les pells es feien servir com a llits i mantes. Els atikamekw van desenvolupar una tècnica per a preservar la carn a través del fumat i del secat, un procés encara practicat per algunes famílies. Les baies recollides es transformaven en una pasta que es podia conservar durant diverses setmanes.

### Artesania
La fabricació de l'equip de caça (arcs, raquetes de neu), així com la roba i les mantes va ser una tasca necessària per a la supervivència. Com totes les Primeres Nacions, els atikamekw es van distingir per una manera especial de decorar la seva roba; una característica distintiva eren les campanelles que cobrien les seues peces cerimonials, fetes a partir d'ossos.
Els atikamekw són reconeguts per la seua habilitat en l'elaboració d'articles amb escorça de bedoll tals com cistelles i canoes. Aquestes habilitats sempre van ser transmeses de generació en generació de forma que fins i tot es practiquen en l'actualitat. Curiosament, les artesanies fetes de escorça de bedoll són menys freqüents en Obedjiwan que en altres comunitats, ja que habiten al bosc boreal, on predominen les coníferes.

### Les estacions i la divisió de l'any
Entre els atikamekw, l'any es divideix en sis estacions. En cada estació hi ha una activitat principal. Les estacions comencen amb Sîkon, una pre-primavera durant la qual els atikamekw solien fabricar cistelles d'escorça que servien per a albergar la saba d'aurò. Després de Sîkon seguia Mirôskamin, la primavera. En aquesta temporada, els atikamekw es dedicaven a la pesca i la caça. Aquestes activitats continuaven en Nîpin (estiu).
Durant Takwâkin (tardor), els atikamekw es dedicaven a la caça d'ants. Durant el començament de l'hivern, o Pîtcipipôn, es caçaven castors, mentre que a l'hivern, o Pipôn, fabricaven xarxes per a pescar sota el gel o raquetes de neu. A banda de les estacions, els atikamekw divideixen l'any en 12 mesos. Els noms de cada mes es basen en l'activitat principal en la qual s'involucrava la societat atikamekw. Els mesos són:
- Kenôsitc Pisimw: gener
- Akokatcic Pisimw: febrer
- Nikikw Pisimw: març
- Kâ Wâsikatotc Pisimw: abril
- Wâpikon Pisimw: maig
- Otehimin Pisimw: juny
- Mikomin Pisimw: juliol
- Otâtokon Pisimw: agost
- Kâkône Pisimw: setembre
- Namekosi Pisimw: octubre
- Atikamekw Pisimw: novembre
- Pîtcipipôn Pisimw: desembre